# Internationaux de Strasbourg 1997
Internationaux de Strasbourg 1997 — жіночий тенісний турнір, що проходив на відкритих кортах з ґрунтовим покриттям у Страсбургу (Франція). Належав до турнірів 3-ї категорії в рамках Туру WTA 1997. Відбувсь водинадцяте і тривав з 19 до 24 травня 1997 року. Перша сіяна Штеффі Граф, яка взяла участь завдяки вайлд-кард, здобула титул в одиночному розряді.

## Фінальна частина

### Одиночний розряд
Штеффі Граф —  Мір'яна Лучич-Бароні 6–2, 7–5
- Для Граф це був 1-й титул за рік і 114-й — за кар'єру.

### Парний розряд
Гелена Сукова /  Наташа Звєрєва —  Олена Лиховцева /  Ай Суґіяма 6–1, 6–1
- Для Сукової це був 1-й титул за рік і 80-й — за кар'єру. Для Звєрєвої це був 5-й титул за сезон і 67-й — за кар'єру.